# Distributiemoment
In de kristallografie zijn distributiemomenten kengetallen van de kristalgrootteverdeling. Het zijn de momenten van de verdeling van de kristalgrootte. Het {\displaystyle i}-de moment van de distributie {\displaystyle n} wordt dus gegeven door:
{\displaystyle m_{i}=\int _{0}^{\infty }x^{i}\,n(x)\,{\rm {d}}x}
Distributiemomenten worden gebruikt om analytische oplossingen voor de populatiebalans te verkrijgen. Deze methode wordt geïmplementeerd in processen die met behulp van een populatiebalans worden beschreven, zoals kristallisatie.
Voor kristallisatie zijn de eerste vijf momenten gerelateerd aan meetbare fysische eigenschappen van de distributie, zoals is weergegeven in onderstaande tabel. De vormfactoren {\displaystyle k_{a}} en {\displaystyle k_{v}} relateren de kristallengte aan het corresponderende oppervlak en volume respectievelijk.
| Eigenschap         | Symbool               | Moment vergelijking             |
| ------------------ | --------------------- | ------------------------------- |
| Totale aantal      | {\displaystyle N_{T}} | {\displaystyle m_{0}}           |
| Totale lengte      | {\displaystyle L_{T}} | {\displaystyle m_{1}}           |
| Totale oppervlakte | {\displaystyle A_{T}} | {\displaystyle k_{a}m^{2}}      |
| Totale volume      | {\displaystyle V_{T}} | {\displaystyle k_{v}m^{3}}      |
| Totale massa       | {\displaystyle M_{T}} | {\displaystyle \rho k_{v}m^{3}} |